# والتر سالیوان (روزنامه‌نگار)
والتر سالیوان (انگلیسی: Walter Sullivan; ۱۸ ژانویهٔ ۱۹۱۸ – ۱۹ مارس ۱۹۹۶) روزنامه‌نگار اهل ایالات متحده آمریکا بود.